# Kośminek
Kośminek – dzielnica Lublina we wschodniej części miasta. Składa się z właściwego Kośminka, Majdanka, osiedli Maki i Wyzwolenie-Południe.

## Historia
Stary Kośminek był dzielnicą przemysłową. Znajdowały się tam liczne, większe i mniejsze zakłady produkcyjne, takie jak: odlewnia żeliwa, fabryka wag Jarosława Caudra, przetwórnia cykorii, wapniak, garbarnie, rozlewnia wódek, a także lubelska elektrownia. Właścicielem terenów dzisiejszego Kośminka był w XIX w. Michał Kośmiński. Inżynier gubernialny Feliks Bieczyński w 1860 zaprojektował dla tych terenów budowę osiedla rzemieślniczego oraz parku (późniejszy Park Bronowicki). Projekt nie został zrealizowany, ponieważ Kośmiński zbankrutował. Pozostała tylko nazwa tych terenów od nazwiska – Kośminek.
Tereny te częściowo objęło państwo, a częściowo zostały rozparcelowane. Najwięcej ziemi wykupili Żydzi i oni zaczęli tu budować zakłady przemysłowe. Na początku XX w. wybudowano dużą garbarnię skór twardych – Luchta – gorzelnię i wyrób wódek koszernych „Pejsach-Spir” oraz odlewnię wyrobów żeliwnych (blachy kuchenne, fajerki, saganki itp.) „Czuhunnyj Zawod A. Fridman-Kośminek”. Powstała suszarnia i fabryka cykorii. Zylber wybudował duży, nowoczesny wapniak, wykorzystujący wydobywany metodą odkrywkową kamień wapienny. Dla celów handlowych utworzony został „Syndykat”.
Rozwój przemysłu w tej części miasta wywołał potrzebę budowy domów mieszkalnych dla robotników. Powstały więc ulice: Garbarska, Wspólna, Żelazna, Długa i poprzeczne. Powstały piekarnie: Woźniaka na Żelaznej i Sałaty na Wspólnej. Rozwinął się transport. Przez ul. Garbarską przechodziły dwie bocznice kolejowe. Wielu mieszkańców Kośminka trudniło się transportem konnym (wozactwo i dorożkarstwo). Na końcu ul. Długiej powstała kuźnia Sybilskiego, wyrabiająca wozy i platformy konne.
W czasie I wojny światowej i zaraz po niej powstawały w dalszym ciągu zakłady przemysłowe. Przy ul. Długiej powstał duży zakład produktów naftowych, z bocznicą kolejową. Przy ul. Wspólnej utworzono drugą, małą garbarnię skór miękkich.
W latach dwudziestych XX w. wybudowano dużą elektrownię miejską na rogu ul. Garbarskiej i Długiej. Przy elektrowni tej był konny tabor miejski, gdzie ukryty został i przetrwał wojnę i okupację niemiecką obraz Jana Matejki Bitwa pod Grunwaldem. Wybudowano także dużą zajezdnię dla autobusów, a po II wojnie światowej – dla trolejbusów, kursujących ul. Garbarską do śródmieścia. Po zlikwidowaniu fabryki cykorii na jej miejscu powstała fabryka nowoczesnych wag uchylnych Czecha Jarosława Caudra.

## Administracja
Granice dzielnic administracyjnych Kośminka określa statut dzielnicy uchwalony 19 lutego 2009. Granice Kośminka tworzą: od północy ul. Fabryczna – Droga Męczenników Majdanka, od wschodu granica miasta, od południa ul. Szklarniana – ul. Głuska, a od zachodu Czerniejówka.
Kośminek ma powierzchnię 6,44 km². Według stanu na 30 czerwca 2018 na pobyt stały na Kośminku były zarejestrowane 12 863 osoby.
Siedziba Rady i Zarządu Dzielnicy Kośminek mieści się przy ul. Bukowej 17, w budynku pasażu usługowo-handlowego osiedla Maki. 